# Vinilèster

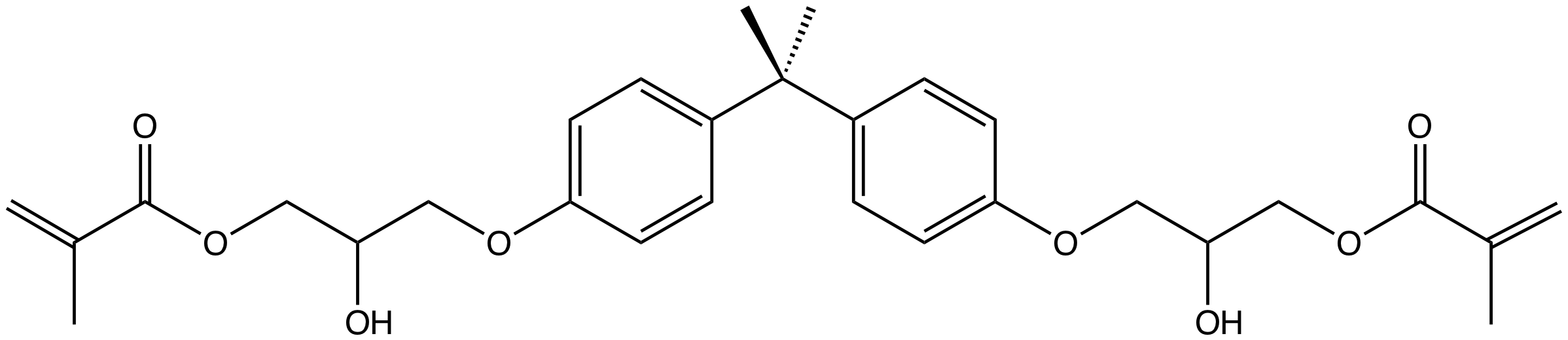
Típic "èster vinílic" derivat de bisfenol A diglicidilèter.

El vinilèster, èster vinílic o resina d'èster vinílic, és una resina produïda per l'esterificació d'una resina epoxi amb àcids metacrílics o acrílics. Els grups "vinils" fan referència a aquests substituents èster que són propensos a polimeritzar. El producte de di-èster es dissol després en un dissolvent reactiu, com ara estirè, fins a un contingut aproximat del 35-45 per cent en pes. La polimerització s'inicia amb els radicals lliures, que es generen per irradiació UV o mitjançant peròxids.
Aquest material polimèric termoset es pot utilitzar com a alternativa als materials polièster i epoxi com a matriu de polímer termoestable en material compost, on les seves característiques, els punts forts i el cost a granel són intermedis entre polièster i epoxi. L'èster de vinil té una viscositat de resina inferior (200 cps aproximadament) a la del polièster (500cps aproximadament) i a la de l'epoxi (aproximadament 900cps).
En avions home made, els avions del kit Glasair i Glastar utilitzaven àmpliament les estructures de vinilèster reforçades amb fibra de vidre. És una resina habitual a la indústria marina per la seva resistència a la corrosió i la capacitat de suportar l'absorció d'aigua. La resina d'èster vinílic s'utilitza àmpliament per fabricar dipòsits i tanks FRP segons la norma BS4994.
Per al procés de plastificació, l'èster vinílic s'inicia generalment amb peròxid de metil-cetona. Té una major resistència i propietats mecàniques que el polièster i menys que la resina epoxi.
S'han desenvolupat precursors renovables de resines d'èsters vinílics.